# K-11 (航空機)
K-11は、川西機械製作所飛行機部（のちの川西航空機）が大日本帝国海軍向けに試作した艦上戦闘機。

## 概要
1926年（大正15年）4月に海軍から三菱航空機、中島飛行機、愛知時計電機に発令された一〇式艦上戦闘機を代替する新型艦戦の競争試作命令に対し、命令を受けなかった川西でも自主的に試作機の開発を開始した。開発は関口英二技師を設計主務者として進められ、1927年（昭和2年）7月に1機の試作機が完成した。その後各務原で飛行試験が行われ、1928年（昭和3年）には試験結果を取り入れて改修を加えた機体がさらに1機製作されたが、海軍は中島機を三式艦上戦闘機として制式採用し、K-11は不採用となった。
機体は川西の前作であるK-10旅客輸送機の系譜に連なる、軽金属製骨組の胴体と木製骨組の翼に羽布張りの複座複葉機で、降着装置は滑水板を備えた固定脚。操縦席両側面に装備されたラジエーターや角型の垂直尾翼、フラップ兼用補助翼の装備などの特徴があった。
不採用となった試作機は郵便機に改造されて川西の所有機となり、1928年9月から10月にかけて試験的に大阪 - 京城 - 大連間の郵便飛行を行っている。

## 諸元
- 全長：7.88 m
- 全幅：10.80 m
- 全高：3.28 m
- 主翼面積：33.8 m2
- 自重：1,170 kg
- 全備重量：1,750 kg
- エンジン：BMW-6 水冷V型12気筒（離昇630 hp） × 1
- 最大速度：259 km/h
- 実用上昇限度：9,000 m
- 航続時間：3.5時間
- 武装：7.7mm固定機銃 × 1
- 乗員：1名